# Paganica
Paganica is een plaats (frazione) in de Italiaanse gemeente L'Aquila, provincie L'Aquila, en telt ongeveer 7000 inwoners.